# La Caunha
La Caunha (occità) o Lacaugne (francès) és un municipi occità de Volvestre, al Llenguadoc, en el departament de l'Alta Garona, a la regió d'Occitània. És a 47 km al sud de Tolosa i a 27 km al sud de Muret, a la zona de Volvestre. El 2018 tenia 229 habitants. Des del 2014 l'alcalde és Jean-Marc Esquirol.